# 混沌代
混沌代（英語：Chaotian）是學界擬議的地质年代分期之一，以希臘神話中「混沌」一詞命名。此一分期概念於2010年提出，原定層級為宙，其後下修為冥古宙之首代。不過，國際地層委員會至今尚未正式採納「混沌代」此一說法。

## 定義
2010年，學者首次提出「混沌代」此一分期概念，並擬定義其年代起點歸屬於地球形成，至原行星「特亞」與之相撞（距今約45億年前）為止。其後，2012年提出之修正學說，則定此一分期始於太阳系形成（距今約45.67億年前），終於澳大利亚西澳大利亚州杰克山岗納里片麻岩岩層所發掘現存地殼最古老物質——鋯石產生（距今約44.04億年前）間。不過，兩提議至今均未獲國際地層委員會正式採納。

## 分期
2010年說將「混沌宙」分為2代，共4紀；2012年說則未就「混沌代」作任何分期：
| 宙     | 代           | 紀             | 年代         |
| ------ | ------------ | -------------- | ------------ |
| 混沌宙 | 新混沌代（） | 泰坦之戰紀（Titanomachaen） | 小於45億年前 |
| 混沌宙 | 新混沌代（） | 许珀里翁紀（） |              |
| 混沌宙 | 始混沌代（） | 厄瑞玻斯紀（Erebrean） |              |
| 混沌宙 | 始混沌代（） | 涅斐勒紀（Nephelean）   |              |

| 宙     | 代                        | 年代               |
| ------ | ------------------------- | ------------------ |
| 冥古宙 | 傑克山代（Jack Hillsian）／ 鋯石代（Zirconian） | 44.04至40.30億年前 |
| 冥古宙 | 混沌代                    | 45.68至44.04億年前 |

## 事件
混沌代「主要是太阳系及其早期地球等行星形成及演化时期」，其間除太陽系形成、原行星撞擊外，尚有早期地球增生、金属地核與矽酸鹽地幔形成、月球形成等天文及地質事件發生。